# 대한민국 형법 제61조
대한민국 형법 제61조는 선고유예의 실효에 대한 형법총칙의 조문이다.

## 조문
제61조(선고유예의 실효) ① 형의 선고유예를 받은 자가 유예기간 중 자격정지 이상의 형에 처한 판결이 확정되거나 자격정지 이상의 형에 처한 전과가 발견된 때에는 유예한 형을 선고한다.  <개정 1995.12.29.>
②제59조의2의 규정에 의하여 보호관찰을 명한 선고유예를 받은 자가 보호관찰기간중에 준수사항을 위반하고 그 정도가 무거운 때에는 유예한 형을 선고할 수 있다.  <신설 1995.12.29.>
第61條(宣告猶豫의 失效) ① 刑의 宣告猶豫를 받은 者가 猶豫期間 中 資格停止 以上의 刑에 處한 判決이 確定되거나 資格停止 以上의 刑에 處한 前科가 發見된 때에는 猶豫한 刑을 宣告한다. <改正 1995.12.29.>
②第59條의2의 規定에 의하여 保護觀察을 명한 宣告猶豫를 받은 者가 保護觀察期間중에 준수사항을 위반하고 그 정도가 무거운 때에는 猶豫한 刑을 宣告할 수 있다. <新設 1995.12.29.>

## 참고 문헌
- 신이철, 형법총론, 경찰승진연구회, 2005. ISBN 9788988777886
- 조현욱, 형법총론강의, 진원사, 2008 ISBN 9788990904621
- 손동권, 형법총론, 栗谷出版社, 2011. ISBN 9788991830936